# ورق مقوى

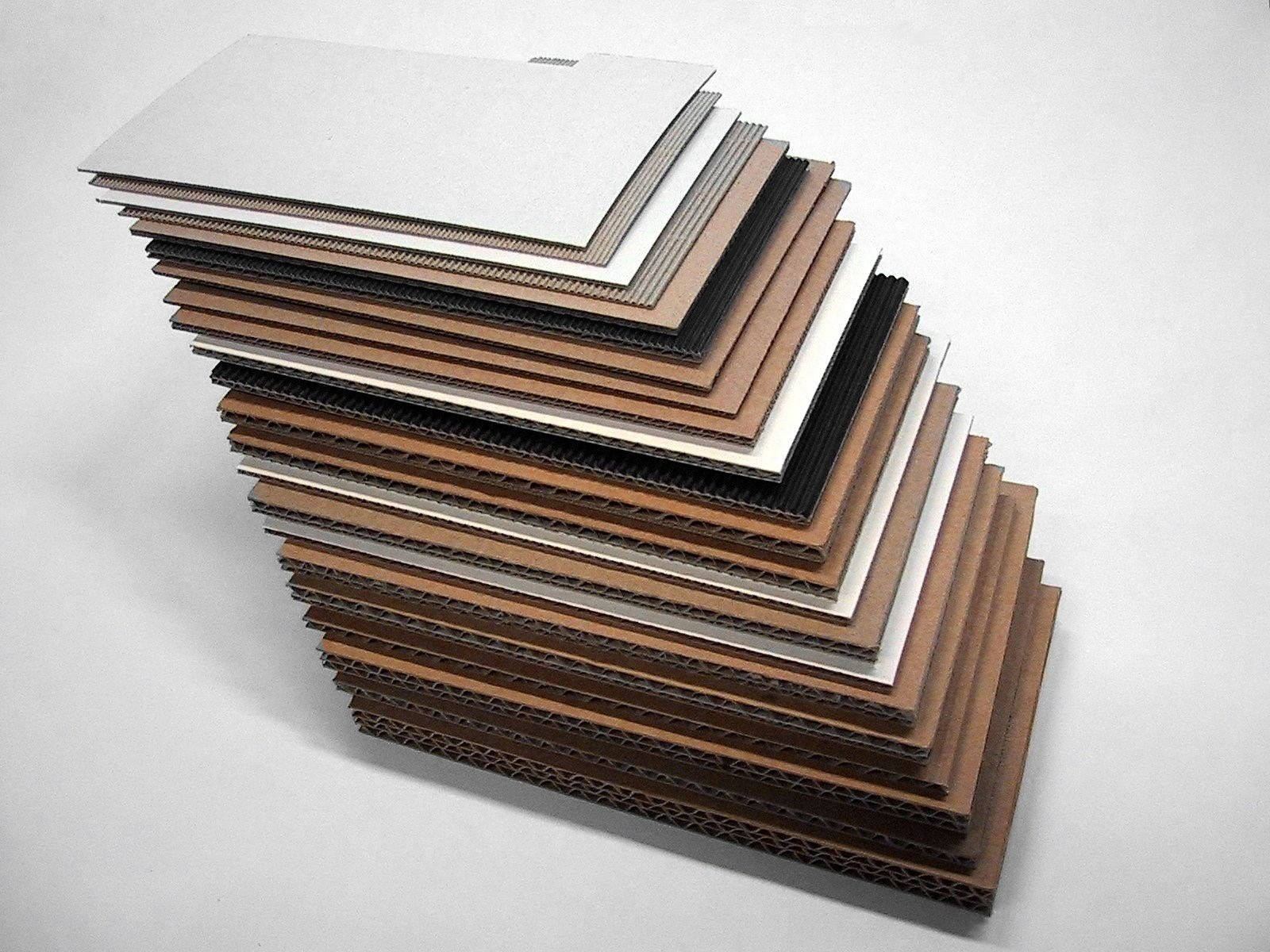
ألواح ليفية مموجة مصنوعة من الورق المقوى.

الورق المقوّى هو مادة مصنوعة من ألياف الورق وتبلغ سماكته أكثر من 0.25 ميليمتر، وحسب معايير ISO فهو على العموم الورق الذي له غراماج (نسبة الكتلة إلى المساحة) يزيد عن 224 غ/م2.

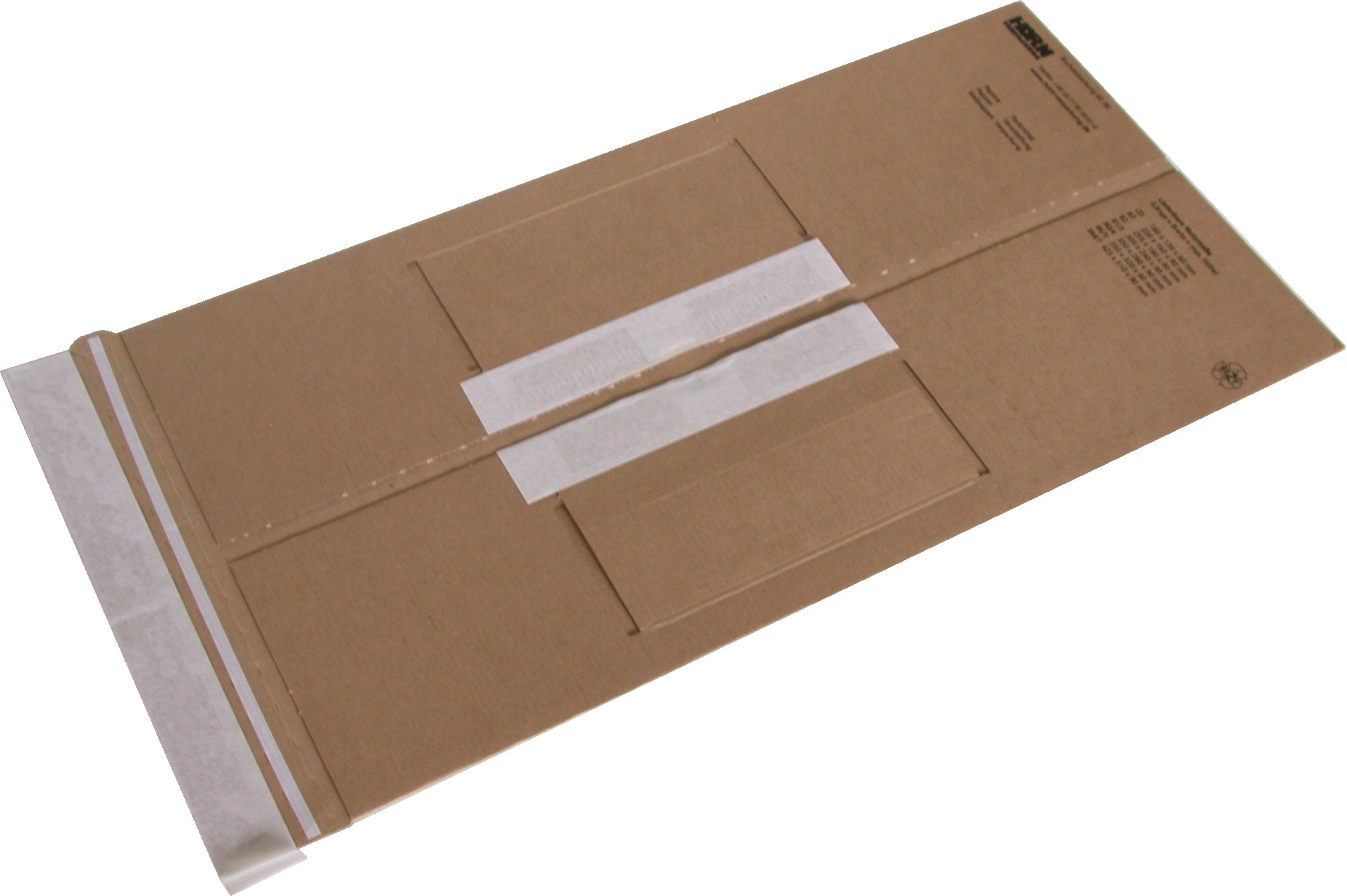
صندوق مصنوع من الورق المقوى.

يشار أحياناً إلى الورق المقوى باسم الكرتون، والذي هو مصطلح عام يشمل جميع أنواع ألواح الورق السميكة المصنوعة من عجينة الورق.
يستخدم الورق المقوى في صناعة الصناديق ولأغراض التغليف
الورق المقوى سهل القطع والتشكيل، لذلك يستخدم بشكل أساسي في التغليف والطباعة التصويرية وفي أغلفة الكتب والمجلات والبطاقات البريدية؛ بالإضافة إلى استخدامه في الأعمال الفنية.

## اقرأ أيضاً
- ورق الخبيز.
- ورق الأرز.
- ورق مقهر.